# 張國士
張國士（？—？），字紹韓，順天府東安縣人，清朝政治人物，進士出身。

## 生平
張國士為道光十九年（1839年）己亥科舉人，二十七年（1847年）丁未科張之萬榜二甲進士。任河間府教授。